# Cap de Rampin

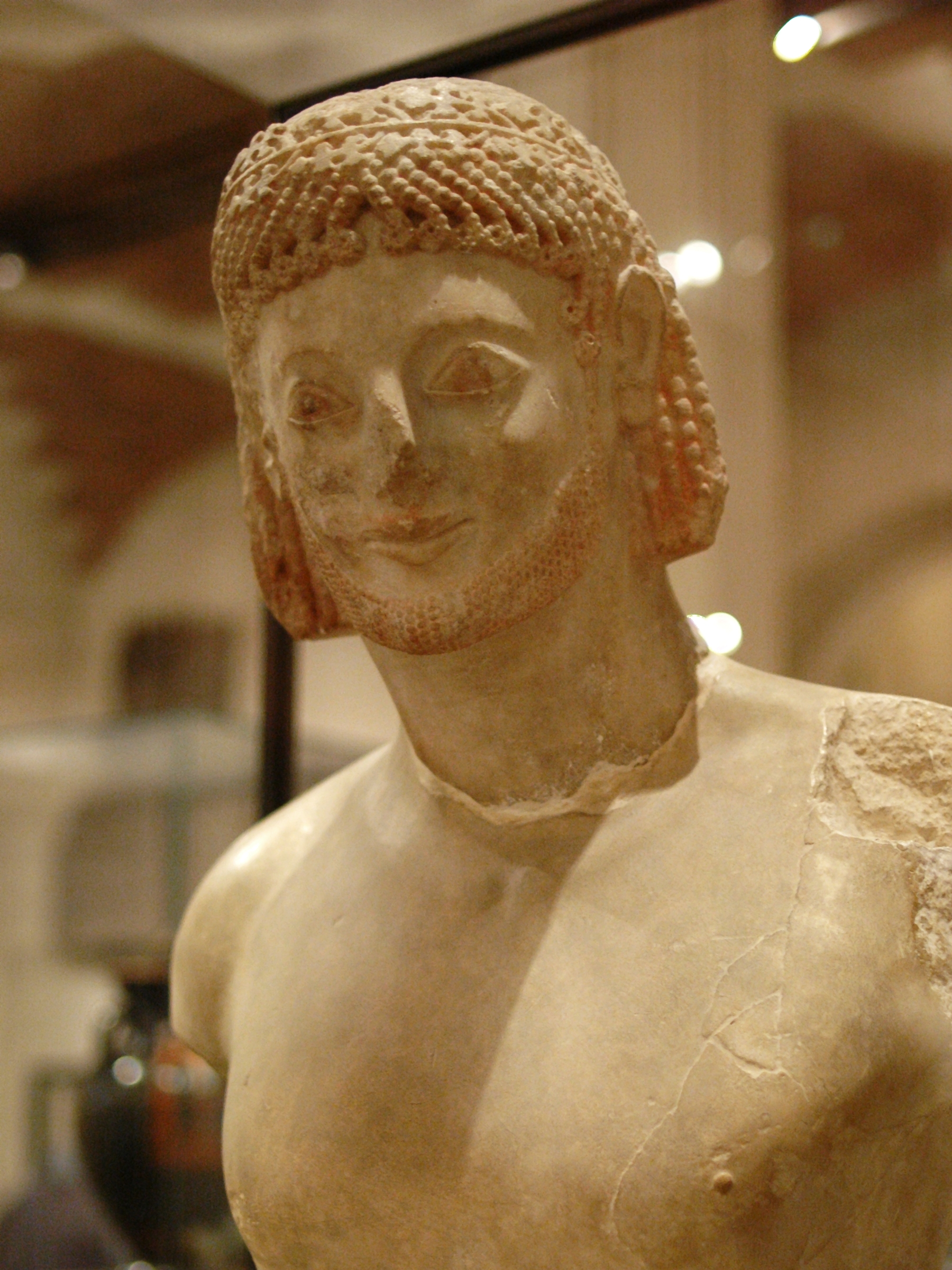
Imatge del cap original de l'escultura al Museu del Louvre

El Cap de Rampin també anomenat Genet Rampin o Cavaller Rampin, és una escultura tipus koúros que data de l'any 550 aC i que va ser esculpida per un artista dels tallers d'Àtica, estant l'escultura d'un home a cavall més antiga de l'art de l'antiga Grècia, i una de les obres mestres pertanyents al període arcaic de Grècia. Presenta els trets comuns de les escultures d'aquesta època, amb el cap ovalat, els arcs de les celles molt marcats, ulls atmetllats i el característic somriure arcaic. El pentinat és de línies geomètriques.

## Troballa
El cap de l'escultura va ser trobat l'any 1877, el tronc i parts del cavall l'any 1886, ambdues parts procedien de la zona sud de les ruïnes de l'Acròpolis d'Atenes, encara que no es va conèixer la connexió entre el cap, el tors i el cavall fins que l'arqueòleg britànic Humphry Payne la va descobrir l'any 1936. El cap va ser adquirit per Georges Rampin el qual el 1896 la va donar al Museu del Louvre.

## Simbologia
La peça representa un Koúros (una estàtua d'un home jove, datada a partir del Període arcaic de l'art grec (sobre 650 al 500 aC). És un tipus d'escultura que es realitzava durant els segles VIII - VI aC. L'equivalent femení són les korai. L'escultura s'identifica amb un membre de l'elit atenesa, es creu també que podria ser un fill de Pisístrat, (c. 607 aC - 527 aC) Destacat tirà grec del segle vi aC, que va governar Atenes el 561, 559-556 i del 546 al 527 aC; o també existeix la teoria que poguessin ser els Dioscurs, que eren dos famosos herois, fills bessons de Leda i germans d'Helena de Troia i Clitemnestra, anomenats Càstor i Pòl·lux, ja que se sospita que l'escultura podria haver estat tallada junt amb una altra similar com parella.

## Característiques
- Autor: Anònim, (tallers d'Àtica).
- Estil: Període arcaic de Grècia.
- Material: Marbre del Mont Himeto amb policromia vermella i negra.
- Altura: 108 centímetres.
- Altura Cap: 27 centímetres.
- Inscripció a la seva base on es diu que està dedicat per Rombos, fill de Pales.